# R. I. S. – Die Sprache der Toten
R. I. S. – Die Sprache der Toten ist eine deutsche Fernsehserie, die von 2007 bis 2008 auf Sat.1 ausgestrahlt wurde.
Sie stellt eine Adaption der italienischen Serie R.I.S. – Delitti imperfetti von 2005 dar. Aufgrund zu schwacher Einschaltquoten wurde die Serie nach der ersten Staffel eingestellt.

## Handlung
Das Team der „Rechtsmedizinischen Investigativen Sonderkommission“ (R.I.S.) ist eine aus Forensikspezialisten verschiedenster Fachgebiete zusammengestellte Gruppe, deren Aufgaben sämtliche Gesichtspunkte der forensischen Arbeit abdecken.
Das R.I.S. Team beginnt seine Arbeit, wo die normale Polizeiarbeit nicht mehr weiterkommt. Mit modernsten wissenschaftlichen Methoden werden Morde aufgeklärt. Die Teammitglieder gehören zu den Besten ihres Fachs, und sie scheinen die Sprache der Toten zu verstehen. Für so manchen Angeklagten sind sie die letzte Chance auf Gerechtigkeit. Die wahren Täter werden mit hoch entwickelten Techniken und Methoden sowie mit exzellenten Kenntnissen in zahlreichen Fachgebieten überführt. Um für Gerechtigkeit zu sorgen, wurde in Berlin die Rechtsmedizinische Investigative Sonderkommission, abgekürzt R.I.S., gegründet.

## Charaktere

### Philip Jacobi
Philip Jacobi (Julian Weigend) ist der Leiter der R. I. S. Der Molekulargenetiker strahlt eine natürliche Autorität aus und erwartet Höchstleistungen von seinen Mitarbeitern. Philip lebt fast nur noch in seiner Arbeitswelt, seit seine Frau Jeanette, eine Archäologin, bei einem Rückflug von einer ihrer Expeditionen bei der Explosion einer Bombe im Flugzeug ums Leben kam.

### Marie Severin
Marie Severin (Jana Klinge) ist Biologin und Informatikerin und damit Spezialistin für alles, was etwas mit Computern zu tun hat. Sie ist neu im Team und muss sich erst noch beweisen. Für Männer scheint es in ihrem Leben keinen Platz zu geben, denn sie lässt jegliche Annäherungsversuche an sich abprallen. Grund dafür ist eine zwei Jahre zurückliegende Vergewaltigung, von welcher jedoch nur Philip Jacobi weiß, zu dem sie sich von Anfang an hingezogen fühlt.

### Timo Braun
Timo Braun (Tillbert Strahl-Schäfer), der Ballistiker des Teams, ist ein Frauenheld. Trotzdem weiß er, seine Prioritäten zu setzen und seinem Job, den er stets professionell versieht, den richtigen Stellenwert beizumessen.

### Judith Karimi
Judith Karimi (Proschat Madani), Chemikerin, ist seit ihrer Kindheit eine bedingungslose Perfektionistin. Dementsprechend zog sie auch Schulzeit und Studium in Rekordzeit durch. Zwischen ihren Kollegen, die ebenfalls die besten ihres jeweiligen Fachgebietes sind, fühlt sie sich wohl, obwohl diese manchmal unter ihrem grenzenlosen Eifer etwas zu leiden haben.

### Paul Schneider
Paul Schneider (Hansa Czypionka) ist eine Legende auf seinem Gebiet und Autor grundlegender Standardwerke. Der Biologe und Molekulargenetiker schloss sich der Polizei an, nachdem seine Tochter von einem Verkehrsrowdy überfahren wurde und seitdem im Rollstuhl sitzt. Der Täter wurde nie gefasst.

### Dr. Stefanie Peters
Stefanie Peters (Nicole Marischka) ist die Gerichtsmedizinerin der R. I. S. Sie ist stets mit Humor und Sorgfalt bei der Sache. Manchmal muss sie neben dem Beruf auch ihren Mann helfen, welcher zu Hause das gemeinsame Kind großzieht.

### Benno Wilms
Benno Wilms (Denis Petkovic) ist die direkte Verbindung der R. I. S. zur Kriminalpolizei.

### Katja Fried
Katja Fried (Catherine Bode) stammt aus schwierigen sozialen Verhältnissen. Gegen Druck und Spott von außen setzte sie ihren Wunsch, Polizistin zu werden, durch. Dieses kompromisslose Vorgehen zeichnet ihre Arbeit bis heute aus.

### Marcus Heuser
Marcus Heuser (Mathis Künzler) ist Kriminaltechniker und Terrorismusexperte im Team von R. I. S. und ist seit dem 3. Juni 2007 dabei.

## Ausstrahlung und Einschaltquoten
Die Serie wurde zunächst sonntags zur Primetime ausgestrahlt. Nach unbefriedigenden Einschaltquoten wurde sie donnerstags 22:15 Uhr, später um 23:15 Uhr gesendet. Die Serie ging von Mitte Juni 2007 bis Mitte November 2007 in eine Sommerpause.
Eine unvollständige Auflistung gemessener Einschaltquoten und Marktanteile veranschaulicht folgende Tabelle:
| Staffel | Datum             | Zuschauer | Zuschauer       | Marktanteil | Marktanteil     | Quellen |
| Staffel | Datum             | Gesamt    | 14 bis 49 Jahre | Marktanteil | Marktanteil     | Quellen |
| Staffel | Datum             | Gesamt    | 14 bis 49 Jahre | Gesamt      | 14 bis 49 Jahre | Quellen |
| ------- | ----------------- | --------- | --------------- | ----------- | --------------- | ------- |
| 1       | 25. März 2007     | 3,24 Mio. | 1,86 Mio.       | 9,3 %       | 12,6 %          | [ 3 ]   |
| 1       | 1. April 2007     | 2,62 Mio. | –               | 7,6 %       | –               | [ 4 ]   |
| 1       | 8. April 2007     | 1,79 Mio. | 0,99 Mio.       | –           | 8,0 %           | [ 5 ]   |
| 1       | 15. April 2007    | 2,13 Mio. | 1,23 Mio.       | 6,5 %       | 8,6 %           | [ 6 ]   |
| 1       | 22. April 2007    | –         | 1,36 Mio.       | –           | 9,7 %           | [ 7 ]   |
| 1       | 29. April 2007    | 1,86 Mio. | 0,96 Mio.       | 5,8 %       | 7,2 %           | [ 8 ]   |
| 1       | 13. Mai 2007      | 2,50 Mio. | 1,50 Mio.       | 7,7 %       | 11,0 %          | [ 9 ]   |
| 1       | 20. Mai 2007      | 2,47 Mio. | –               | –           | 10,7 %          | [ 10 ]  |
| 1       | 27. Mai 2007      | –         | –               | –           | 8,5 %           | [ 11 ]  |
| 1       | 3. Juni 2007      | 2,00 Mio. | 1,19 Mio.       | 6,3 %       | 8,9 %           | [ 12 ]  |
| 1       | 10. Juni 2007     | 1,85 Mio. | 1,09 Mio.       | –           | 8,3 %           | [ 13 ]  |
| 2       | 15. November 2007 | 1,88 Mio. | 0,76 Mio.       | 8,3 %       | 7,9 %           | [ 14 ]  |
| 2       | 22. November 2007 | 2,00 Mio. | –               | –           | 7,7 %           | [ 15 ]  |
| 2       | 3. Januar 2008    | 1,20 Mio. | –               | –           | 7,6 %           | [ 16 ]  |

## Auszeichnungen
Nominierung zum Deutschen Fernsehpreis 2008 in der Werkkategorie "Beste Serie".